# Menaka brunnea
Menaka brunnea är en stekelart som beskrevs av Gupta 1971. Menaka brunnea ingår i släktet Menaka och familjen brokparasitsteklar. Inga underarter finns listade i Catalogue of Life.